# Cyjanek potasu
Cyjanek potasu (pot. cyjanek), KCN – nieorganiczny związek chemiczny z grupy cyjanków, sól potasowa kwasu cyjanowodorowego. Jest silną trucizną.

## Otrzymywanie
Metody otrzymywania cyjanku potasu:
- z cyjanowodoru i wodorotlenku potasu:
HCN + KOH → KCN + H2O
- w wyniku ogrzewania węglanu potasu z tlenkiem węgla i amoniakiem:
3CO + 2NH3 + K2CO3 → 2KCN + 2H2O + H2 + 2CO2
- z węglanu potasu i mocznika, w 2 etapach przeprowadzanych w wysokiej temperaturze:
  - w pierwszym etapie w reakcji węglanu potasu z mocznikiem powstaje cyjanian potasu:

K2CO3 + 2 CO(NH2)2 → 2KOCN + CO2 + 2NH3 + H2O
  - w drugim etapie cyjanian potasu jest redukowany węglem do cyjanku:

KOCN + C → KCN + CO
- synteza z pierwiastków i amoniaku w 3 etapach wysokotemperaturowych (proces Castnera-Kellnera otrzymywania cyjanków metali alkalicznych)[6]:
  - w pierwszym etapie amoniak reaguje ze stopionym potasem:

2K + 2NH3 → 2KNH2 + H2
  - otrzymany amidek potasu poddaje się reakcji z węglem (600 °C):

2KNH2 + C → K2CN2 + 2 H2
  - powstały cyjanamidek potasu po podniesieniu temperatury ulega dalszej reakcji z węglem:

K2CN2 + C → 2KCN

## Właściwości
Cyjanek potasu tworzy bezbarwne, higroskopijne kryształy o strukturze chlorku sodu. Słabo rozpuszcza się w metanolu, formamidzie, hydroksyloaminie i glicerynie. Bardzo dobrze rozpuszcza się w wodzie, ulegając dysocjacji na jony K+ i CN−. W obecności wody ulega częściowej hydrolizie z wydzieleniem cyjanowodoru nadającego mu charakterystyczny zapach gorzkich migdałów.

## Zastosowanie
- w metalurgii srebra i złota[8]
- w galwanotechnice
- w syntezach chemicznych
- trucizna na gryzonie
- umieszczony w kapsułkach, jako środek umożliwiający szybkie popełnienie samobójstwa, np. w trakcie działań wojennych w przypadku schwytania przez wroga[9].

## Zagrożenia

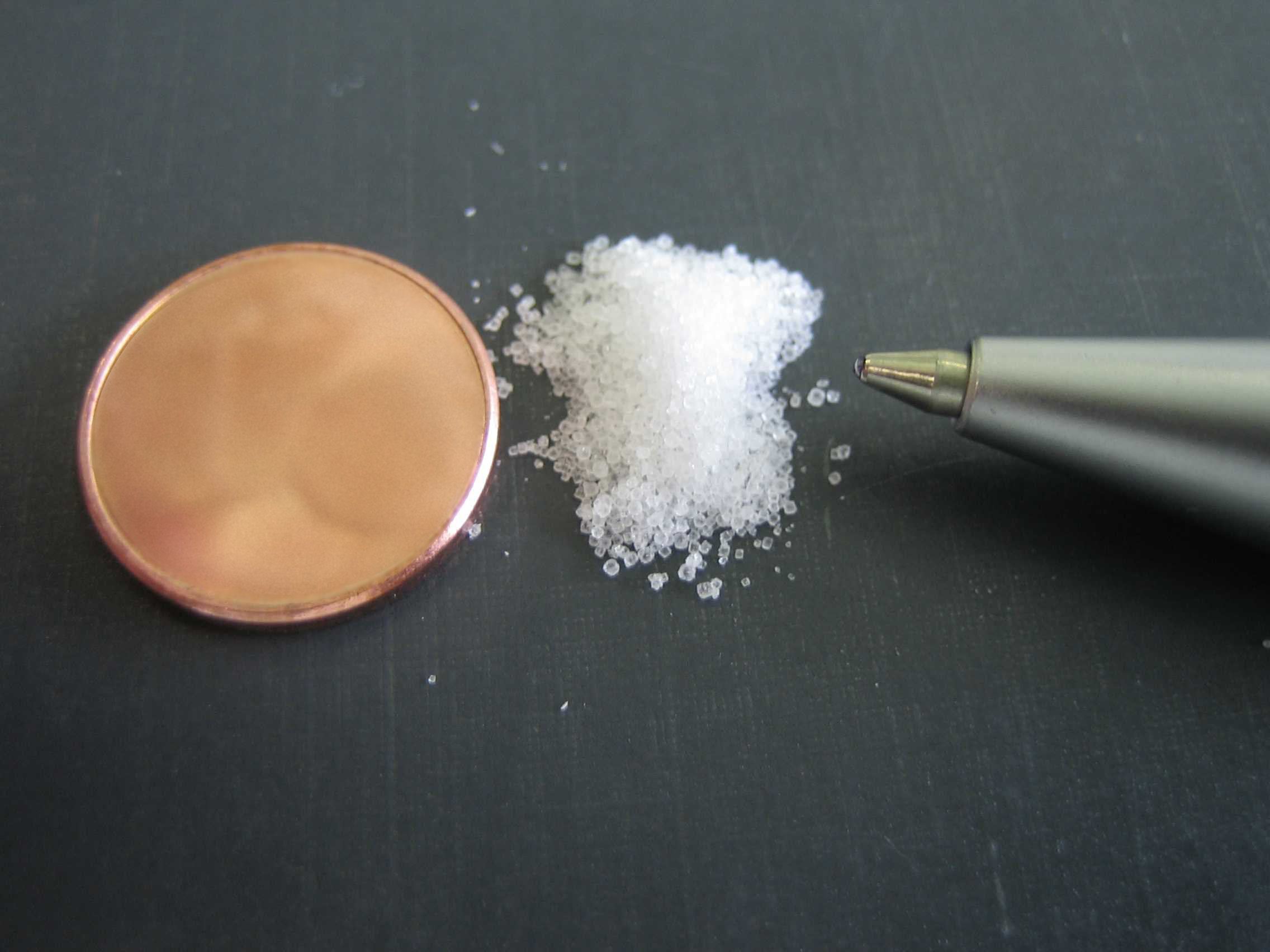
Ilość śmiertelnej dawki cyjanku

Cyjanek potasu, jak większość pozostałych cyjanków, jest silnie toksyczny. Jego trujące działanie polega na blokowaniu procesu oddychania na poziomie komórkowym poprzez nieodwracalną inhibicję oksydazy cytochromowej, będącej kluczowym enzymem łańcucha oddechowego oraz wtórnie fosforylacji oksydacyjnej. W efekcie, mimo iż transport tlenu z płuc do tkanek jest zachowany, dochodzi do hipoksji tkankowej. Cyjanek potasu łatwo rozkłada się w kwaśnym środowisku wodnym do cyjanowodoru:
KCN + HCl → KCl + HCN
Śmiertelna dawka dla człowieka wynosi 200–300 mg. Właściwa toksyczność zależy od kwaśności soku żołądkowego, ponieważ cyjanek potasu w reakcji (przedstawionej powyżej) z kwasem solnym przekształca się w cyjanowodór, który powoduje śmierć organizmu. Być może Grigorij Rasputin przeżył zatrucie cyjankiem potasu, gdyż pH jego żołądka było wyjątkowo wysokie.

### Zatrucie
W przypadku zatrucia cyjankiem potasu, do ratowania stosuje się:
- kortyzon
- węgiel aktywny
- azotyn izoamylu, azotyn sodu, 4-(dimetyloamino)fenol, tiosiarczan sodu (odtrutki)
- hydroksokobalamina (witamina B12a) – obecnie lek z wyboru przy zatruciach cyjankami, stosowana także do prewencji zatruć podczas leczenia nitroprusydkiem sodu[14][15].

Unieszkodliwianie cyjanku dokonuje się przez gotowanie z wodorotlenkiem żelaza (II); powstaje wtedy heksacyjanożelazian(II) potasu K4[Fe(CN)6].